# Francisco Javier Ramos

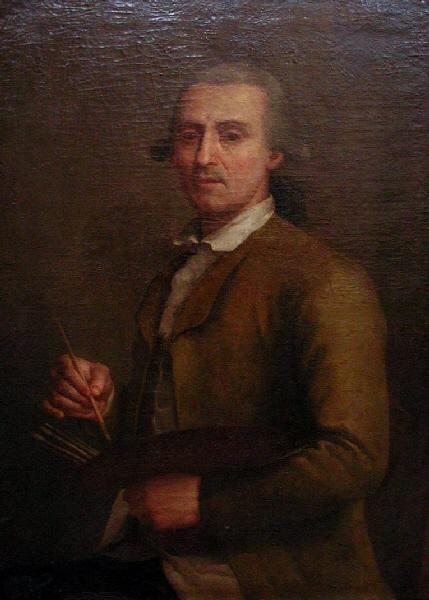
Autorretrato, c. 1800, óleo sobre lienzo, 98 x 72 cm, Museo de Bellas Artes de Granada.

Francisco Javier Ramos y Albertos (Madrid, 30 de marzo de 1746-11 de octubre de 1817). Pintor español que llegó a ser pintor de cámara de Carlos IV y director de pintura de la Real Academia de Bellas Artes de San Fernando.

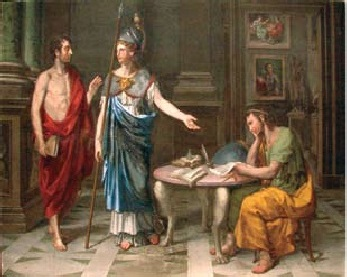
Encuentro entre dos filósofos presidido por Minerva (retratos del arquitecto Francesco Milizia, la princesa de Santacroce y, sentado, José Nicolás de Azara), 1785, Roma, Palacio de España.

## Biografía y obra
Nacido en Madrid el 30 de marzo de 1746, comenzó muy joven a estudiar pintura bajo la dirección de fray Bartolomé de San Antonio. Pensionado por Carlos III para proseguir sus estudios en Roma, salió de Madrid el 27 de enero de 1777 acompañando a Anton Raphael Mengs y a otros cuatro jóvenes pintores con intención de completar su formación bajo los preceptos artísticos del pintor y teórico bohemio. Tras la muerte de Mengs (1779) contó con la protección de José Nicolás de Azara, con quien mantuvo correspondencia amistosa. De su estancia en Roma se conservan unas pinturas al fresco en el Palacio de España, en una de las piezas ocupadas por Azara, quien aparece en ellas retratado como filósofo clásico en el interior de una sala de la que cuelga entre otros el autorretrato de Mengs, además de algunos óleos firmados, entre los que destaca el San Pedro curando al paralítico a las puertas del templo (colección particular), pintado para la iglesia de Soto de Roma, en Granada, y una Hebe adquirida por el embajador ruso en Roma (1784, Museo Estatal de Arkhangelskoye, Moscú), óleos ambos de acusado acento neoclásico y colores pastel, que le acreditan como el más directo seguidor de Mengs entre los pintores españoles.
Fue nombrado pintor de cámara en 1787, todavía en Roma, con sueldo de 15.000 reales y «con la precisa obligación de enseñar el arte de la pintura a los jóvenes que le proponga la Academia», según establecía la orden firmada por el conde de Floridablanca, instruyéndole al tiempo para que retornase a España lo antes posible. De regreso a Madrid en 1788, fue nombrado de inmediato académico de mérito de la Academia de San Fernando, teniente director de pintura en 1794 y finalmente director actual o de mes (1812 y 1814). Compatibilizó la enseñanza con la redacción del catálogo de las obras conservadas en ella y con la práctica de la pintura. A este momento podrían corresponder el retrato de Pestalozzi pintado probablemente por encargo de Manuel Godoy (Real Academia de Bellas Artes de San Fernando) y su autorretrato, que fue de los marqueses de Santa Marta (Museo de Bellas Artes de Granada). Se citan además lienzos religiosos para el Real Monasterio de la Encarnación de Madrid (Tránsito de san Agustín), las catedrales de Toledo (Oración en el huerto) y de Ciudad Rodrigo (Virgen de la Faja) o la parroquia de San Rafael en la provincia de Segovia, además de alguna pintura para México a la que alude Azara en sus cartas del 15 de julio de 1795 y del 13 de abril de 1796. Tras estallar la Guerra de la Independencia podría haber sido apartado de la docencia, viéndose reducido a la miseria. Repuesto en sus cargos, falleció en Madrid el 11 de octubre de 1817.